# Hospitalitas
En su origen, hospitalitas era el marco legal bajo el cual se acuartelaba a los soldados en fincas de civiles romanos. Las leyes romanas de hospitalitas obligaban al dueño de una finca a proveer comida y cobijo a los soldados acuartelados, y a su vez prohibían el abuso de la requisa por parte de los soldados. 

## Historia
Las leyes de la hospitalitas fueron codificadas por el emperador Arcadio en el año 396. El huésped tenía derecho a un tercio de la propiedad en uso mientras estuviese acuartelado, aunque los obradores y tiendas estaban exceptuados y los invitados ilustres tenían derecho a la mitad de la propiedad en las mismas condiciones. La requisa era un munus personalis, es decir, una imposición sobre la comodidad del dueño, pero no sobre su patrimonio. La importancia del concepto de hospitalitas reside en que algunos historiadores se han basado en este antecedente legal romano para explicar la modalidad de asentamiento bárbaro que se observa en Europa Occidental durante los siglos V y VI, coincidente con el desmoronamiento del Imperio Romano de Occidente y la aparición de los reinos germánicos. 
Según Ernst Theodor Gaupp, a partir del siglo V, el asentamiento de «bárbaros» (visigodos, lombardos, etc.) se reguló sobre la base de esta antigua ley y mutó en el reparto efectivo de tierras de propietarios romanos entre soldados bárbaros (sortes). Según Walter Goffart, el reparto de sortes por parte de los reyes germánicos no habría afectado la propiedad de la tierra sino a las cargas fiscales que el Estado romano aplicaba a dichas tierras. De acuerdo a esta tesis, el rey bárbaro se reservaba una porción de la recaudación total por impuesto a la tierra (uno o dos tercios) basándose en los registros de catastro del Estado romano, donde aparecían tanto las propiedades como las cargas impositivas que pesaban sobre ellas. El tercio o dos tercios restantes de la recaudación se repartía entre los soldados en forma de sortes, que eran asignaciones hereditarias pero no implicaban propiedad de la tierra, sino propiedad del impuesto derivado de la tierra. A cambio, el soldado le debía al rey servicio militar no remunerado. Entonces, el propietario romano habría dejado de abonar su impuesto al Estado para abonarlo al beneficiario de la sors, lo que implicaría una privatización de la recaudación fiscal y una pérdida para el estado, pero no un reparto efectivo de la propiedad de los terratenientes.